# Uwe Riez
Uwe Riez (* 15. Juli 1951 in Hamburg) ist ein deutscher Verwaltungsjurist und ehemaliger Politiker (SPD). Von 1978 bis 1991 war er Mitglied der Hamburgischen Bürgerschaft.

## Leben und Wirken
Uwe Riez besuchte die Heinrich-Hertz-Schule in Hamburg und erlangte 1971 das Abitur. Von 1972 bis 1974 arbeitete er als Polizeivollzugsbeamter beim Bundesgrenzschutz See in Neustadt in Holstein. Danach studierte er Rechtswissenschaften an der Universität Hamburg. 1979 absolvierte er das Erste Staatsexamen und danach bis 1982 das Referendariat. Gleichzeitig war er an der Universität bis 1980 als Wissenschaftlicher Mitarbeiter beim Seminar für Verwaltungslehre tätig. 1982 legte er die Große juristische Staatsprüfung ab und trat in den höheren Verwaltungsdienst der Freien und Hansestadt Hamburg ein.
1974 trat Riez der SPD bei. Als Vertreter der SPD Nord erlangte er bei der Bürgerschaftswahl in Hamburg 1978 ein Mandat und zog in die 9. Bürgerschaft ein. Bis einschließlich der 13. Legislaturperiode, die 1991 endete, blieb er Abgeordneter der Bürgerschaft. Seine Schwerpunkte lagen bei der Finanz-, Innen- und Rechtspolitik.
Von 1990 bis 1994 war Riez Geschäftsführer der Hamburger Arbeit-Beschäftigungsgesellschaft mbH (HAB). Auf diese Position hatte er sich beworben, nachdem ihn der damalige Senator für Arbeit, Gesundheit und Soziales Ortwin Runde dazu aufgefordert hatte. Das für die Qualifizierung von Sozialhilfeempfängern zuständige Unternehmen erwirtschaftete ein ca. 260 Millionen Mark hohes Defizit. 1995 wechselte Riez in die Behörde für Arbeit, Gesundheit und Soziales (BAGS). Im Folgejahr wurde er Senatsdirektor der BAGS mit Zuständigkeit Arbeitsmarktpolitik und behob das unter seiner Verantwortung entstandene Defizit der HAB mittels Sammelzuwendungsbescheid. Dieser Vorgang wurde 2000 im Abschlussbericht des Parlamentarischen Untersuchungsausschusses „Vergabe und Kontrolle von Aufträgen und Zuwendungen durch die Freie und Hansestadt Hamburg“ thematisiert. Unionspolitiker kritisierten Riez' Karriere als Beispiel für Ämterpatronage innerhalb der SPD. Er wurde jedoch in seiner Position belassen und 2002 unter CDU-Senatorin Birgit Schnieber-Jastram zum Leiter des Amtes für Jugend (ab 2002 Amt für Familie, Jugend und Sozialordnung) ernannt. Dort war er unter anderem maßgeblich am Aufbau des 2011 aufgelegten Programms „Sozialräumliche Hilfen und Angebote“ (SHA) beteiligt. 2016 ging er in den Ruhestand.
Riez ist in zweiter Ehe verheiratet und hat drei Kinder.